# Здание городской думы (Владимир)
Здание городской думы — здание во Владимире, расположенное по адресу: Большая Московская улица, дом 54. Памятник архитектуры начала XX века.

## История
Первоначально Владимирская городская дума размещалась в Торговых рядах. Строительство собственного здания для думы, по проекту владимирского архитектора Я. Г. Ревякина, началось 17 мая 1906 года. В следующем году оно было завершено. Изначально в здании кроме городской думы также находились сиротский суд и Общество взаимного страхования. На первом этаже располагались торговые лавки, арендуемые купцами.
Двухэтажная пристройка с южной стороны относится, вероятно, к началу 1930-х годов. В советский период здание называлось Владимирским дворцом пионеров. В постсоветское время использовалось под административные помещения администрации Владимирской области. В 2008 году закончилась реконструкция здания под Дом Дружбы. Здесь планируется устраивать приемы для гостей из других регионов и стран. В здании также есть гостиничные номера, концертный зал и место для проведения переговоров.